# Madates
Madates (altgriechisch Μαδάτης) war ein Anführer des Bergvolkes der Uxier im heutigen Iran im 4. vorchristlichen Jahrhundert.
Madates war mit einer Nichte der Sisygambis (und des Arsames) verheiratet, der Mutter des persischen Großkönigs Dareios III. In einem in den Überlieferungen nicht näher definierten Verhältnis zum Großkönig gebot er über das Volk der Uxier, welche die Berge des Zāgros östlich von Susa jenseits des Pasitigris (Karun) bewohnten. Bei Curtius Rufus wird er regionis praefectus genannt, was einem regionalen königlichen Statthalter (Satrap) entspricht. Allerdings wird in keiner der bekannten persischen Satrapienlisten eine uxische Provinz erwähnt. Tatsächlich standen die Uxier in dem Ruf, die übergeordnete Autorität der Großkönige nicht anzuerkennen, von denen sie sogar Wegzölle zur Passage der Königsstraße von Susa nach Persepolis verlangten, die südlich ihrer Berge verlief. Womöglich war Madates tatsächlich ein Fürst der Uxier und seine Ehe mit einer Verwandten des Großkönigs könnte Teil einer politischen Vereinbarung zwischen dem Großkönig und den autonomen Uxiern gewesen sein.
Im Winter 331 v. Chr. beabsichtigte Alexander der Große mit seinem Heer von Susa nach Persepolis zu ziehen, doch die Uxier unter Madates verlangten auch von ihm einen Wegzoll. Alexander reagierte darauf mit einer militärischen Expedition und belagerte das Aufgebot der Uxier in ihrer Festung, bis sich Sisygambis vermittelnd einschaltete. Die Uxier wurden nach ihrer Unterwerfung begnadigt und Madates in der Herrschaft über sie belassen, doch mussten sie sich nun ihrerseits dem Satrapen der Susiana unterstellen und einen jährlichen Tribut von 100 Pferden an Alexander entrichten.